# Автомагістраль А31 (Франція)
Автомагістраль A31, також відома як l'Autoroute de Lorraine-Bourgogne, є французькою автомагістраллю. Дорога пролягає від франко-люксембурзького кордону до Бона, де з’єднується з A6. Північна частина автотраси безкоштовна до міста Туль, але на південь від неї є платною дорогою. Автомагістраль обслуговує міста Мец, Нансі та Діжон і активно використовується в сезон відпусток, оскільки це зручний маршрут для тих, хто подорожує з Бельгії, Нідерландів, Люксембургу та Німеччини на південь Франції.

## Майбутнє
Існує пропозиція створити нову автомагістраль, A32, щоб зменшити затори на A31, але ця схема наразі зупинилася через рішучий спротив. 